# Diagramme de Hovmöller
Un diagramme de Hovmöller est utilisé couramment pour le traçage météorologique de données afin de mettre en évidence le rôle de transport des caractéristiques de l'atmosphère comme un mouvement ondulaire. Les axes d'un diagramme de Hovmöller sont généralement de longitude ou de latitude (abscisse ou l'axe des x) et de temps (ordonnée ou l'axe y) avec la valeur d'un champ représenté par la couleur et l'ombrage.
Les diagrammes de Hovmöller sont également utilisés pour tracer l'évolution temporelle des profils verticaux de quantités scalaires tels que la température, la densité, ou la concentration des constituants de l'atmosphère ou de l'océan. Dans ce cas, le temps est tracé le long de l'abscisse et de la position verticale (la profondeur, la hauteur, la pression) le long de l'ordonnée.

## Origine
Le diagramme a été inventé par Ernest Aabo Hovmöller (1912-2008), un météorologue danois, et publié dans un article de 1949. Travaillant à l'Institut météorologique danois (DMI) à partir de 1937, il s'intéressait à l'état de la haute atmosphère, un domaine peu encouragé par ce service météorologique qui doutait de l'utilité des mesures aérologiques. Hovmöller était cependant encouragé par les recherches à l'Institut suédois de météorologie et d'hydrologie (SMHI) voisin et se fit engager par ce dernier en novembre 1946. Il y rencontra Carl-Gustaf Rossby lorsque ce dernier fit une série de conférences pour informer le personnel de SMHI sur les développements scientifiques en météorologie, en particulier la météorologie dynamique. Hovmöller fut en particulier intéressé par la vitesse de groupe des ondes atmosphériques dans la circulation atmosphérique décrite par Rossby.
Rossby décrivait que ces ondes étaient dispersives, donc changeaient de forme en se déplaçant, mais que leur énergie se propageait avec la vitesse de groupe du système d'onde. Comme Hovmöller était confronté à la description du mouvement moyen de phénomènes météorologiques à partir d'un grand nombre de données quotidiennes de surface et d'altitude qui devaient être reliées entre elles par de telles ondes, il décida de faire la moyenne d'une caractéristique atmosphérique donnée le long d'une latitude, ou d'une longitude, à un temps donné pour déterminer pour trouver l'état de l'onde à ce moment. Reprenant ensuite à un pas de temps déterminé ce calcul, Hovmöller put alors créer un diagramme en deux dimensions qui montre le déplacement temporel selon la latitude ou la longitude de la caractéristique.
Ainsi dans son papier de 1949, Hovmöller a suivi les crêtes et creux barométriques de longue durée dans leur progression ouest-est autour du globe, tout en notant les anomalies causées par celles éphémères,.

## Utilisation
La théorie ondulatoire de Rossby eut un impact profond sur la science émergente de la prévision numérique du temps (PNT). L'usage des diagrammes de Hovmöller a continué durant les années 1950 et 1960 dans les analyses de l'atmosphère dans les bureaux météorologiques. Ils étaient inclus quotidiennement dans certains pays pour les prévisions à long terme des systèmes météorologiques. Cependant, le développement des modèles de PNT a remis en question leur usage dès le début des années 1970. Des variantes furent alors développées pour l'analyse d'autres paramètres atmosphériques au cours des dernières décennies.
Le diagramme en tête d'article montre ainsi le déplacement des excès radiatifs (zones en jaune-rouge) causés par les zones organisées d'orages associées avec l'oscillation de Madden-Julian. Le temps est croissant du haut vers le bas de la figure, de sorte que les contours qui sont orientés du coin supérieur gauche au coin inférieur droit représentent les phénomènes se déplaçant d'ouest en est.
Ces diagrammes sont donc utiles pour illustrer l'évolution de phénomènes tels l'El Niño, la progression des ondes courtes météorologiques qui servent d'impulsion aux dépressions des latitudes moyennes, la propagation des anomalies de vents ou l'évolution longitudinale des précipitations avec les saisons.